# The Cardinal at Saint John’s Resort

The Cardinal at Saint John’s Resort är en golfklubb som ligger i Plymouth Township, Michigan i USA. Golfklubben invigdes 2024.
Golfklubbens golfbana heter Cardinal Course och designades av Ray Hearn. Den har 18 hål och är totalt 6 403 meter (7 002 yards) och där par är 72.
The Cardinal at Saint John’s Resort kommer stå som värd för Liv Golf Team Championship Michigan i augusti 2025.